# Rhynchopyle
Rhynchopyle, biljni rod  iz porodice kozlačevki dio tribusa Schismatoglottideae, potporodica Aroideae.
Postoje 7 priznatih vrsta, trajnice,  sve su endemi sa Bornea.

## Vrste
1. Rhynchopyle elongata (Engl.) Engl.
2. Rhynchopyle impolita (S.Y.Wong, P.C.Boyce & Bogner) S.Y.Wong & P.C.Boyce
3. Rhynchopyle loi (P.C.Boyce & S.Y.Wong) S.Y.Wong & P.C.Boyce
4. Rhynchopyle marginata (Engl.) Engl.
5. Rhynchopyle nivea (P.C.Boyce, S.Y.Wong & Sahal) S.Y.Wong & P.C.Boyce
6. Rhynchopyle pileata (S.Y.Wong & P.C.Boyce) S.Y.Wong & P.C.Boyce
7. Rhynchopyle viridistigma (S.Y.Wong, P.C.Boyce & Bogner) S.Y.Wong & P.C.Boyce